# Mauger-Nunatak
Der Mauger-Nunatak ist ein 2780 m hoher Nunatak in der antarktischen Ross Dependency. Er ragt 5 km nordöstlich des Mount Block in den Grosvenor Mountains auf. 
Teilnehmer einer von 1961 bis 1962 durchgeführten Kampagne der New Zealand Geological Survey Antarctic Expedition benannten ihn nach Clarence Charles Mauger (1892–1963), Schiffszimmermann auf der Aurora als Mitglied der Ross Sea Party im Rahmen der Endurance-Expedition (1914–1917) unter der Leitung des britischen Polarforschers Ernest Shackleton.